# Polydrosodes
Polydrosodes är ett släkte av skalbaggar. Polydrosodes ingår i familjen vivlar.
Kladogram enligt Catalogue of Life:
| Polydrosodes | \| \| Polydrosodes conicus \| \| \| \| |
|              | \| \| Polydrosodes conicus \| \| \| \| |
|              | Polydrosodes conicus                   |
|              |                                        |